# Gmina Katund i Ri
Gmina Katund i Ri (alb. Komuna Katund i Ri) – gmina położona w środkowej części Albanii. Administracyjnie należy do okręgu Kruja w obwodzie Durrës. W 2011 roku populacja gminy wynosiła 10161, 5090 kobiet oraz 5071 mężczyzn, z czego Albańczycy stanowili 63,92% mieszkańców, Arumuni 0,59%.
W skład gminy wchodzi dziewięć miejscowości: Juba, Katund i Ri, Qerret, Fllakë, Sukth i Ri, Erzen, Bisht-Kamëz, Rinia, Adriatik.